# Nostra Aetate
Nostra aetate (с лат. — «В наш век», «В наше время») — декларация Второго Ватиканского собора Католической церкви об отношении Церкви к нехристианским религиям, провозглашена 28 октября 1965 года Папой Римским Павлом VI.
За окончательный вариант декларации проголосовал 2 221 участник собора, против 88. Была утверждена 28 октября 1965 года папой Павлом VI. Стала одной из трёх деклараций Второго Ватиканского собора и самым кратким из его документов.

## Структура и содержание
Декларация Nostra Aetate состоит из 5 статей.
В первой статье, носящей вводный характер, подчёркивается общность тех ответов, которые люди ищут в различных религиях. Декларация рассматривает «прежде всего то, что люди имеют общего и что ведёт их к братству», поскольку одной из задач Церкви является «содействие единству и любви между людьми, а точнее между нациями».
Вторая статья подчёркивает различность путей, с помощью которых различные религии пытаются ответить на вечные философские вопросы, особо останавливаясь на индуизме и буддизме. В декларации говорится, что Католическая церковь не отвергает в нехристианских религиях ничего, что является «истинным и святым». В отношениях с представителями других религий должно руководствоваться благоразумием и любовью, не отвергаясь в то же время истины, которая есть Христос — «путь, истина и жизнь».
Церковь, таким образом, увещевает своих сыновей, что через диалог и сотрудничество с последователями других религий, осуществляемые с благоразумием и любовью и в доказательство христианской веры и жизни, они выразят одобрение, сохранят и поощрят то хорошее духовное и моральное так же хорошо, как и социально-культурные ценности, которые есть среди этих людей.
Третья статья посвящена исламу. Перечисляются общие для христианства и ислама доктринальные и религиозные положения и традиции. Собор призывает забывать существовавшие в прошлом войны и религиозные раздоры и «вместе продвигать все то, что ведёт к достижению социальной справедливости среди людей и их морального благополучия, а также мира и свободы».
Четвёртая статья говорит об отношении к иудеям. Особое внимание уделено общему для христиан и иудеев духовному наследию, напоминается про принадлежность к еврейской нации святых апостолов и многих из первых учеников Спасителя. Декларация осуждает антисемитизм и имевшиеся в прошлом его проявления. Особо подчёркивается, что хотя еврейские власти настаивали на том, чтобы убить Христа, Крестные муки Спасителя не могут быть поводом для обвинения всех евреев, ни живших тогда, ни живущих сейчас.
Заключительная, пятая глава заявляет о недопустимости любой религиозной подоплёки для дискриминации или притеснения людей из-за их национальности или религии и призывает христиан относиться ко всем людям как к братьям.
Церковь порицает, как чуждые уму Христову, любую дискриминацию или притеснение людей из-за их расы, цвета кожи, условий жизни или религии. Наоборот, следуя по стопам святых Апостолов Петра и Павла, этот Священный Синод горячо умоляет всех верных христиан «вести добродетельную жизнь между народами» (1 Петра 2:12), и, если возможно с их стороны, жить в мире со всеми, чтобы на самом деле быть сыновьями Небесного Отца.